# هربرت بلامر
هربرت بلامر (بالإنجليزية: Herbert Blumer)‏ هو عالم نفس أمريكي، ولد في 7 مارس 1900 في سانت لويس في الولايات المتحدة، وتوفي في 13 أبريل 1987 في دانفيل في الولايات المتحدة.

## وصلات خارجية
- هربرت بلامر على موقع مرجع كرة القدم المحترفة.كوم (الإنجليزية)
- هربرت بلامر على موقع الموسوعة البريطانية (الإنجليزية)